# Oleksandrivka, Stara Sîneava
Oleksandrivka (în ucraineană Олександрівка) este un sat în comuna Pîleava din raionul Stara Sîneava, regiunea Hmelnîțkîi, Ucraina.

## Demografie
Componența lingvistică a localității Oleksandrivka
     Polonă (78,13%)
     Ucraineană (21,88%)
Conform recensământului din 2001, majoritatea populației localității Oleksandrivka era vorbitoare de polonă (78,13%), existând în minoritate și vorbitori de ucraineană (21,88%).